# Grecia Salentina

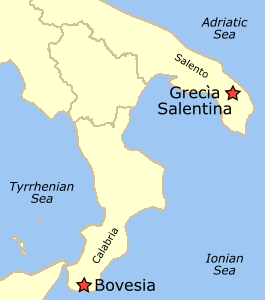
Mapa de situación de las zonas griko-hablantes de Grecìa Salentina y Bovesia

La Grecia Salentina (griego: Γκρέτσια Σαλεντίνα; latín: Graecia Sallentina; italiano: Grecia Salentina) es una región situada en la península de Salento, en Apulia, en extremo sureste de Italia, cerca de la ciudad de Lecce, caracterizada por ser una zona en la que se habla grecocalabrés o griko, una variante del griego hablada en esta zona. Está compuesta por nueve pueblos y aldeas: Calimera, Martano, Castrignano dei Greci, Corigliano d'Otranto, Melpignano, Soleto, Sternatia, Zollino y Martignano, en tal zona se habla una de las dos variedades de lengua griega llamada Κατωιταλιώτιικα ("bajo-italiana" en sentido literal, aunque por contexto el significado de esta palabra es "lengua griega de la Baja Italia o Italia del Sur"), la otra variedad es el grecánico, hablado en el extremo sur de Calabria, variedad dialectal la calabresa que está bastante diferenciada del griko salentino. El distrito étnico de la Grecia Salentina por completo pertenece a la provincia de Lecce dentro del área administrativa de Apulia (Puglia).

## Demografía
- Calimera 7.296 habitantes
- Castrignano de' Greci 4.107 habitantes
- Corigliano d'Otranto 5.632 habitantes
- Martano 9.573 habitantes
- Martignano 1.770 habitantes
- Melpignano 2.209 habitantes
- Soleto 5.537 habitantes
- Sternatia 2.698 habitantes
- Zollino 2.194 habitantes

Total: 41.016 habitantes